# Шаховка (Белгородская область)
Шаховка — хутор в Волоконовском районе Белгородской области России. В составе Тишанского сельского поселения.

## География
Хутор расположен в юго-восточной части Белгородской области, на левом берегу реки Волчьей, чуть выше по её руслу от места впадения её левого притока Плотвы (бассейна Северского Донца), в 21,8 км по прямой к юго-западу от районного центра Волоконовки. Ближайшие населённые пункты: село Тишанка ниже по руслу Волчьей, хутор Заяровка на правом берегу Волчьей и хутор Бочанка выше по руслу Волчьей.

## Население
| 2002 | 2010 |
| ---- | ---- |
| 271  | ↗275 |